# Hans-Gerrit von Stockhausen
Hans-Gerrit von Stockhausen (Kassel, 11 augustus 1907 – Berlijn, 15 januari 1943), werd marineofficier in de Kriegsmarine tijdens de Tweede Wereldoorlog. Hij stamde volgens zijn familienaam uit een Duits adellijk geslacht.

## Zijn carrière
Von Stockhausens carrière begon in 1926 bij de Reichsmarine. Hij voltooide zijn officiersopleiding, waarin hij in verschillende cursussen en met praktische raad ervaring opdeed. Von Stockhausen volbracht voor één jaar zijn diensttaken op de torpedoboot Jaguar, voor hij in juli 1935 overging naar de U-Bootstrijdmacht. Als "man van het eerste uur" kreeg hij al het bevel over de U 13 in november 1935. Volgens sommige bronnen werd hij in 1938 staflid van de FdU, later de BDU. Hij verliet de BDU in december 1939 en op 15 februari 1940 kreeg hij het bevel over de U 65, waarmee hij tot het einde van zijn carrière op zee streed.
Met de aanvang van de Tweede Wereldoorlog in 1939 nam hij het commando over van de nieuwe Type IXB U-boot, de U 65. Met deze boot ondernam hij in de periode van april 1940 tot januari 1941 een aantal succesvolle patrouilles tegen de geallieerde vijand, waarbij hij ongeveer 100.000 BRT scheepsruimte tot zinken bracht. Op 19 april 1940 torpedeerde hij de Britse kruiser HMS Enterprise, maar door het falen van de gelanceerde torpedo's mislukte zijn aanval. De Britse kruiser kon ongedeerd ontkomen.
Zijn grootste successen waren het tot zinken brengen van twee schepen op op 21 juni 1940: het Franse troepentransportschip Champlain van 28.124 BRT dat toen het op een door de U 65 gelegde zeemijn liep, zwaar beschadigd werd en uiteindelijk zonk en het Nederlandse stoomvrachtschip Berenice van 1.117 ton dat werd getorpedeerd en tot zinken gebracht. Hij bracht de Britse tanker SS British Premier op 24 december 1940 tot zinken. Op 31 december 1940, beschadigde hij de Britse tanker British Zeal van 8.532 ton. Deze kon nog Freetown bereiken in de loop van het nieuwe jaar.
Door zijn successen werd hij op 1 november 1940 voor zijn laatste patrouillereis tot Korvettenkapitän bevorderd en na de laatste oorlogspatrouille in januari 1941, bracht hij meer dan acht schepen voor 47.785 BRT tot zinken. Von Stockhausen kreeg hiervoor het Ridderkruis op 14 januari 1941. Zijn U-boot droeg hij in maart 1941 over aan luitenant-ter-zee Joachim Hoppe. Die werd al op zijn eerste patrouillereis door een Brits oorlogsschip tot zinken gebracht.

## Zijn dood
Vanaf maart 1941 was Hans-Gerrit von Stockhausen Commandant van het 26. Unterseebootsflottille. Tijdens een verkeersongeval in Berlijn op 15 januari 1943 stierf hij na een dodelijk auto-ongeval. Korvetkapitein Hans-Gerrit von Stockhausen werd 35 jaar.

## Militaire loopbaan
- Offiziersanwärter: 1 april 1926[2][3]
- Seekadett: 12 oktober 1926[2][3]
- Fähnrich zur See: 1 april 1928[2][3]
- Oberfähnrich zur See: 1 Juni 1930[2][3]
- Leutnant zur See: 1 oktober 1930[2][3]
- Oberleutnant Zur See: 1 januari 1932[2][3]
- Kapitänleutnant: 1 april 1936[2][3]
- Korvettenkapitän: 1 november 1940[2][3]

## Decoraties
- Ridderkruis van het IJzeren Kruis op 14 januari 1941[2][3][4][5]
- IJzeren Kruis 1939, 1e Klasse (12 juli 1940)[2][6] en 2e Klasse[2]
- Dienstonderscheiding van Leger en Marine voor (12 dienstjaren) op 24 juni 1938[2][6]
- Anschlussmedaille op 20 december 1939[2][6]
- Onderzeebootoorlogsinsigne 1939
- Hij werd drie maal genoemd in het Wehrmachtsbericht. Dat gebeurde op:
- 9 juli 1940[2][7]
- 29 december 1940[2][8]
- 11 januari 1941[2][9]

## Successen
- Ongeveer 100.000 brt tot zinken gebracht.
- 2 grote schepen met een totaal van 36.656 brt tot zinken gebracht.